# Pietro Carrera

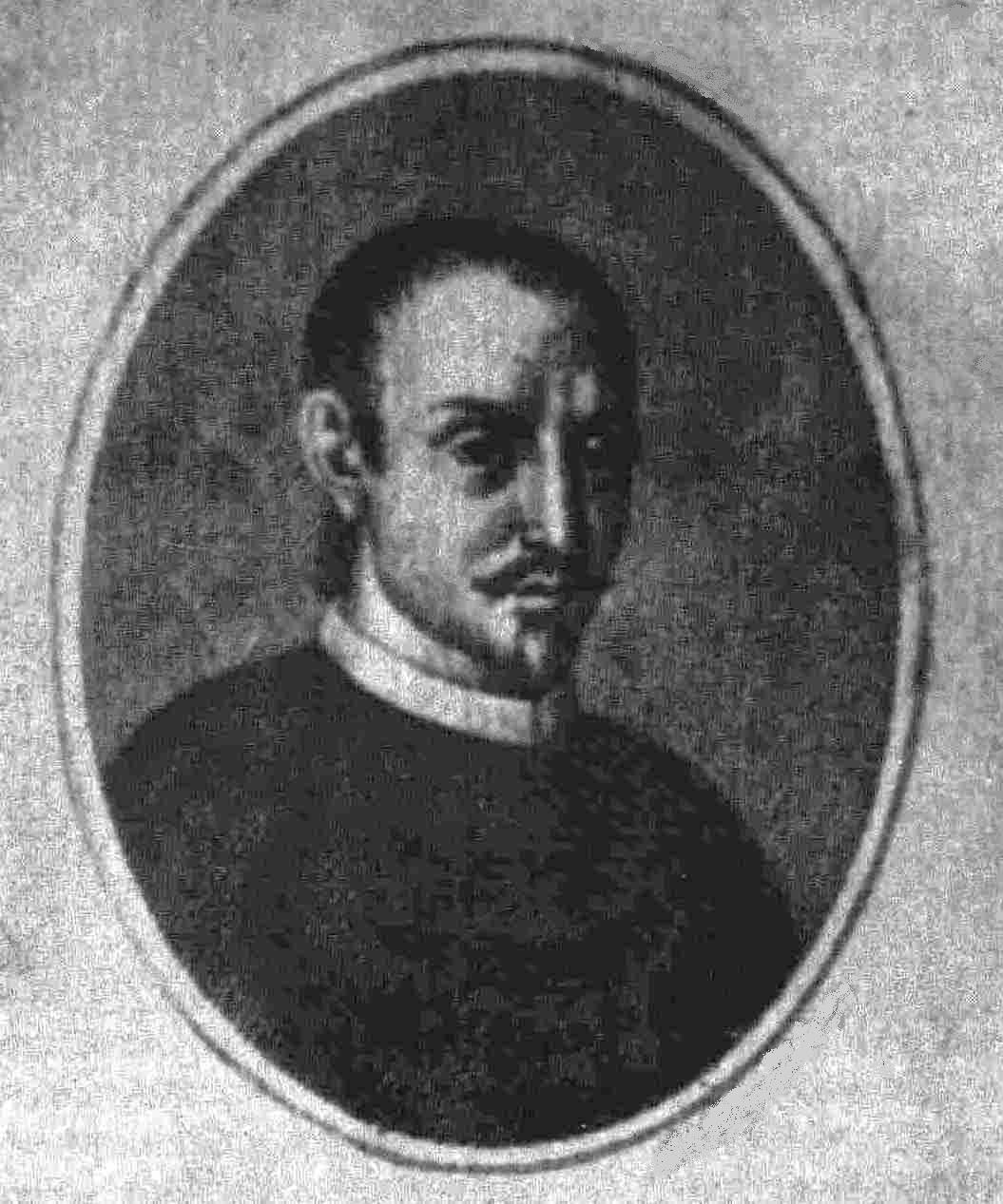
Pietro Carrera

Pietro Carrera (* 12. Juli 1573 in Militello in Val di Catania; † 18. September 1647 in Messina) war ein italienischer Schachspieler.

## Leben
Carrera war der Sohn des Handwerkers Mariano Carrera und seiner Ehefrau Donna Antonia Severino. Er studierte im Seminario Diocesiano of Siracusa und wurde Priester. Nach einer Arbeit als Kaplan der Kirche S. Maria della Stella ging Carrera zum Hof von Francesco Branciforte. Zu Ehren von Prinzessin Giovanna, der Ehefrau Brancifortes, schrieb Carrera dort das kurze Poem Pessopedia, das nur fragmentarisch erhalten ist.
Nach dem Tod des Prinzen zog Carrera zunächst nach Messina, dann nach Canicattì und schließlich nach Catania.

## Schach
An Brantifortes Hof entwickelte Carrera ein Interesse für das Schachspiel, wo er Salvatore Albino und Gerolamo Cascio besiegte. Cascio hatte zuvor einen Zweikampf gegen Giulio Cesare Polerio gewonnen. Das achtbändige Werk Il Gioco degli Scacchi (1617) war das erste in Messina gedruckte Buch. Dabei vereinte Carrera das von früheren Autoren gesammelte Wissen über das Schachspiel. Das Buch gilt jedoch als historisch ungenau, so wird etwa im ersten Band Palamedes als Erfinder des Schachspiels beschrieben.
In seinen späten Jahren begann Carrera eine Auseinandersetzung mit Alessandro Salvio.
Carrera erfand eine Schachvariante, die dem 1940 von José Raúl Capablanca erfundenen Capablanca-Schach ähnelt.

## Werke
- Pessopedia
- II Gioco degli Scacchi di D. Pietro Carrera, diviso in otto Libri. In Militello, M.DC.XVII. 8 Bände. Militello 1617
- Risposta di Valentino Vespaio contro l'apologia di Alessandro Salvio. Catania 1635 (unter Verwendung eines Pseudonyms)